# 真田熊之助
真田 熊之助（さなだ くまのすけ）は、江戸時代前期の大名。上野国沼田藩の第3代藩主。第2代藩主・真田信吉の長男。異母弟に真田信利。諡号は一陽院。

## 生涯
寛永11年（1634年）11月28日に父・信吉が死去したため、翌年12月5日にわずか4歳で家督を継いで沼田城主となる。幼少のため、叔父の信政が後見人に就いて政務を行なった。しかし寛永15年（1638年）11月6日に7歳で夭折した。嗣子がいるはずもなく、その跡は信政が継いだ。